# Ambres
Ambres (en francès Ambres) és un municipi occità, del País d'Albi al Llenguadoc, situat al departament del Tarn i a la regió d'Occitània.

## Demografia
| 1831                                       | 1962 | 1968 | 1975 | 1982 | 1990 | 1999 | 2006 | 2019 |
| ------------------------------------------ | ---- | ---- | ---- | ---- | ---- | ---- | ---- | ---- |
| 1440                                       | 586  | 580  | 581  | 626  | 701  | 732  | 822  | 1010 |
| Des de 1962: població sense dobles comptes |      |      |      |      |      |      |      |      |

## Administració
| Període   | Identitat       | Partit |
| --------- | --------------- | ------ |
| 2001-2020 | Michel Tournier |        |
| 2020-     | Daniel Marquès  |        |